# Rolly Brings

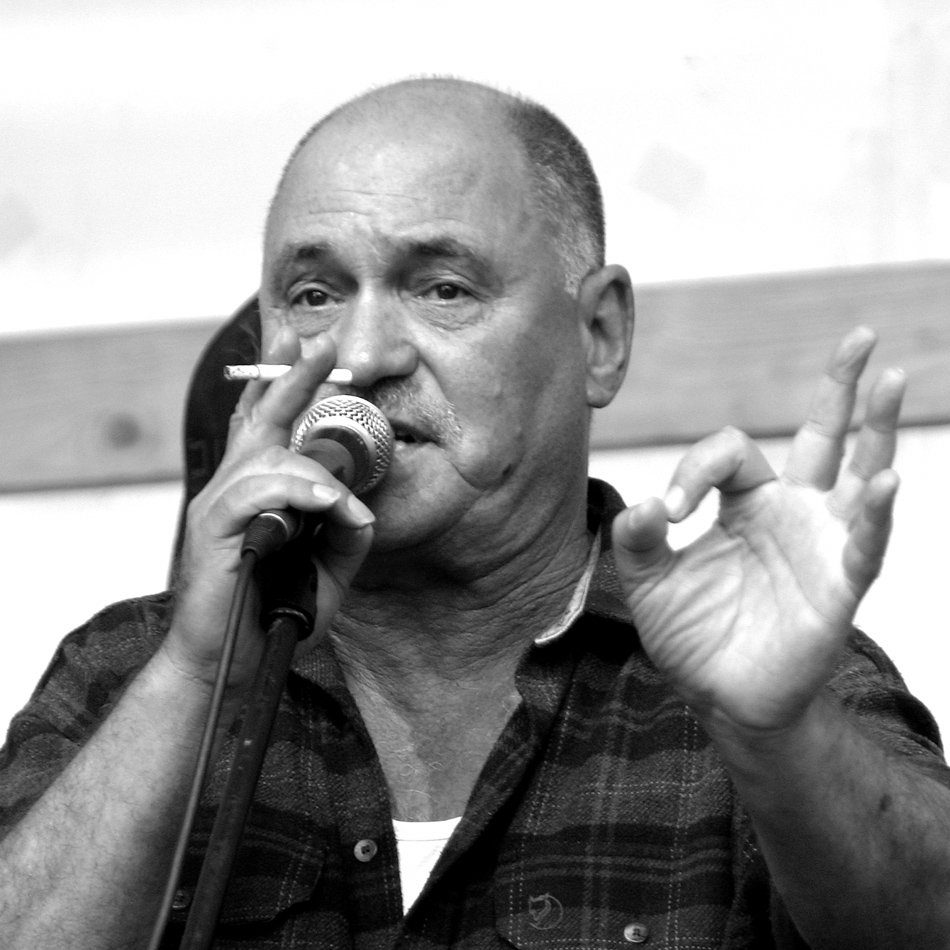
Rolly Brings bei einem Auftritt anlässlich einer Demonstration in Köln-Ehrenfeld (2007)

Rolly Brings (* 19. Juli 1943 in Köln) ist ein deutscher Musiker und Texter aus Köln.

## Leben
In Köln aufgewachsen, verließ er mit 14 Jahren seine Familie und fuhr zur See. Nach der Rückkehr verdiente er sich zunächst seinen Lebensunterhalt als Hilfsarbeiter und trat dann eine Lehre als Maschinenschlosser bei Ford an. Im Rahmen der Begabtenförderung konnte er sich für die Zulassung zum Studium der Pädagogik qualifizieren, es erfolgreich absolvieren und unterrichtete viele Jahre Englisch, Deutsch und Gesellschaftslehre, zuletzt an der Gesamtschule in Weilerswist.
Als aktiver Gewerkschafter und schon von Jugend an mit Musik und Gesang in Kontakt gekommen, befassen sich die seit 1986 von Rolly Brings und seinen Co-Musikern veröffentlichten Platten mit politischen Themen, Menschen aus dem Arbeitermilieu und historischen Ereignissen, wie etwa der Märzrevolution. Zu deren 150. Jahrestag veröffentlichte Brings auf einer Platte Lieder und Texte sowie Dokumente. Heute tritt er vorwiegend mit seinem Sohn und Musikerkollegen Benjamin Brings (Gitarre, Bass, Gesang, Perkussion) auf.
Zwischenzeitlich liest Rolly Brings vor Publikum aus eigenen Texten. Im Frühjahr 2008 spielte er eine Nebenrolle in dem Independent-Film Hotep, der teilweise in Köln gedreht wurde. Rolly Brings ist der Vater von Peter und Stephan Brings, die zusammen in der Band Brings spielen, und von Benjamin Brings, der ebenfalls Musiker ist.

## Ehrungen

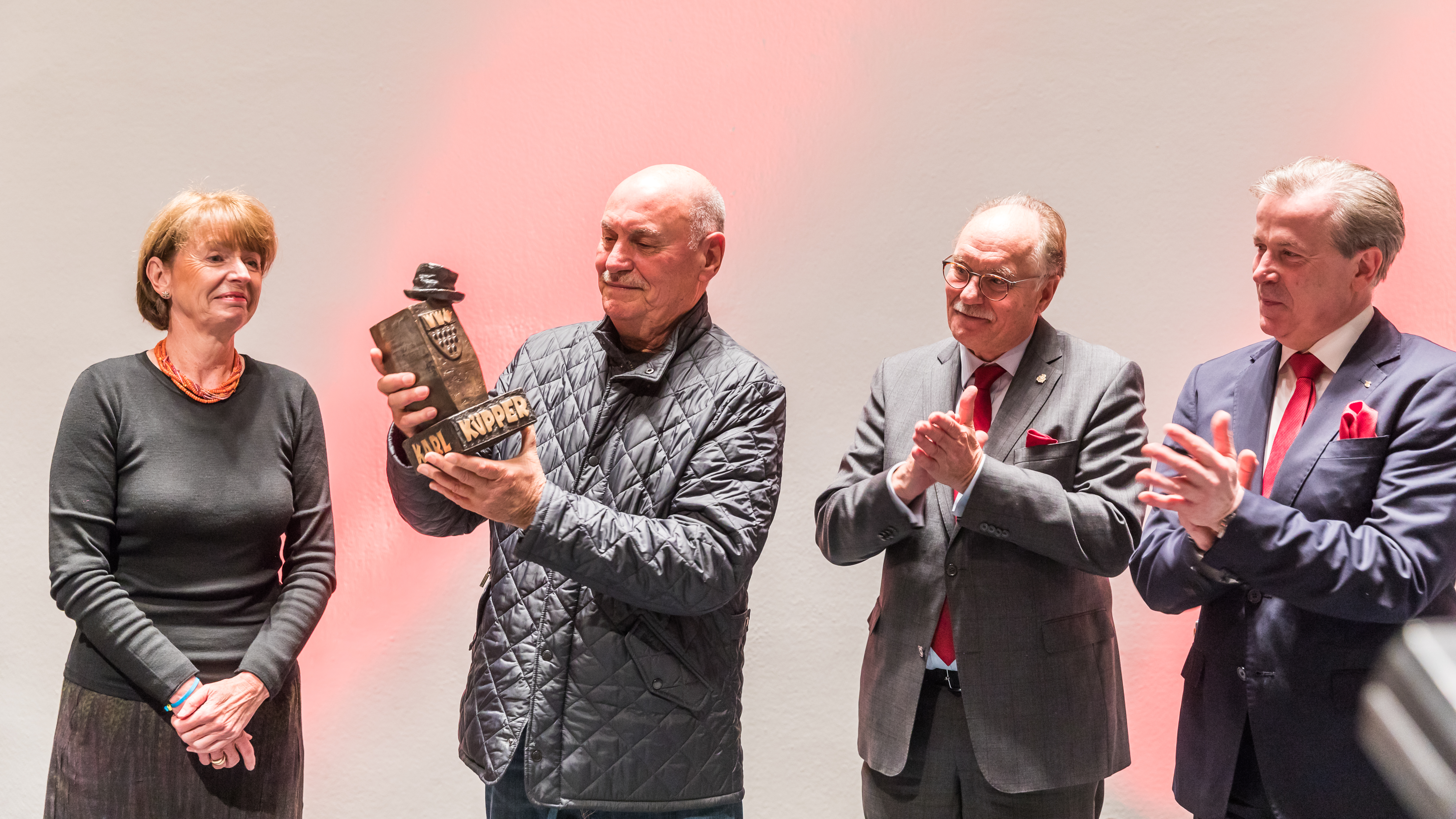
Verleihung des Karl-Küpper-Preises an Rolly Brings (2022).

Für sein Eintreten gegen Rassismus wurde Rolly Brings im Mai 2007 zusammen mit den Edelweißpiraten Gertrud Koch, Jean Jülich und Peter Schäfer vom Landschaftsverband Rheinland mit dem Rheinlandtaler ausgezeichnet. 2012 erhielt Brings den Giesberts-Lewin-Preis der Kölnischen Gesellschaft für Christlich-Jüdische Zusammenarbeit e. V. für seinen engagierten Kampf gegen Rassismus, Antisemitismus und Diskriminierung. Im November 2022 wurde sein politisch-gesellschaftliches Engagement mit dem Karl-Küpper-Preis gewürdigt. 2023 durfte sich Brings in das Goldene Buch der Stadt Köln eintragen.

## Publikationen
- 1986: irjendwo dovöre, wo de Stroß ophöt CD und Textbuch
- 1989: Minsche CD und Textbuch
- 1993: Heinrich Böll: Mer kumme wick her CD
- 1995: mer vejesse nit CD
- 1996: Sonnebrell CD
- 1997: Museum CD
- 1998: 1848 von unge CD und Textbuch
- 1999: Logbuch 1 CD und Textbuch
- 2002: Och dat, mi Hätz es kölsch (Gesammelte Texte 1971–2002)
- 2008: Lück sin och Minsche (Enzyklopädie der Kölner Redensarten – zusammen mit Christa Bhatt)
- 2008: Mond-Marie CD und Textbuch
- 2010: coLOGneBUCH II ausgewählte Texte 1974 bis 1990 – fotografische Spurensuche: Michael Maye
- 2012: Grimms Märchen auf Kölsch Buch und Hörbuch mit 5 CDs (360 Minuten)
- 2013: Das Evangelium auf Kölsch Buch und Hörbuch mit 3 CDs (178 Minuten)
- 2015: Fabeln auf Kölsch Hörbuch mit Textbuch Kölsch/Hochdeutsch und 2 CDs (103 Minuten)
- 2016: e. o. plauen – Vater & Sohn op Kölsch zusammen mit Stephan Brings

## Sonstiges
1982 nahmen die Bläck Fööss mit Morje, Morje – Yarınlarda einen Song von Rolly Brings für ihr gleichnamiges Album auf. Im darauffolgenden Jahr verwendeten sie einen Text von Brings für das Lied Edelweißpirate. Die Musik dazu komponierte Reiner Hömig.